# Dinheiro eletrônico
Dinheiro eletrônico é dinheiro armazenado eletronicamente e gasto usando um dispositivo técnico, como um cartão inteligente. Se estiver armazenado num cartão, a sua utilização pode ser assegurada por um código PIN. No Japão, o dinheiro eletrônico é comumente usado para pagar passagens de trem.